# Рогозно (Пољска)
Рогозно (пољ. Rogoźno) град је у Пољској у Војводству великопољском. По подацима из 2012. године број становника у месту је био 11 158.

## Становништво
| 2012.  |
| ------ |
| 11 158 |